# センコウ
センコウ（1979年2月26日 - ）は日本の歌手。J-POPグループであるET-KINGのメンバーで、MCを担当。福岡県宗像市出身。血液型はB型。

## 来歴・人物
大阪の福祉専門学校でホームヘルパー２級、社会福祉主事を取得。
イトキン、KLUTCH、TENNの3人とは同じ専門学校に通っていた友達で、その3人とサポートでDJをしていたBUCCIとで活動していたET-KINGのライブに遊びに来る観客だった。イトキンの家に遊びに行っては歌詞を考えていた。その後イトキンからメンバーにならないかと言われ快諾した。
加入前はバンド活動の経験もありギターを担当していた。
加入前はロングヘアだったが、加入時には自ら丸坊主になった。これは当時の3人が丸坊主だったことからであるが、特に髪型の決まりはなかった。
ET-KINGの特徴的な衣装である法被（ハッピ）の番号は「伍」番。
2005年、ET-KINGのメンバー7人と大阪市浪速区の4LDKマンションで共同生活を開始すると、TENNと同じ縦に2畳分の広さでとても狭い寝室を使用していた。2段ベッドの上。この7人の共同生活はメンバーが結婚するまでの約3年間続いた。
2011年7月22日、ET-KINGとして活動する前から交際してきた大阪出身の一般女性と、交際からちょうど10年目の記念日に結婚。
大阪市北区のスパイスカレー/創作料理『一馬力』とコラボした火曜限定カレーランチ「千馬力カレー」をプロデュース。
2016年3月14日、「千のカレー」を公式ファンクラブ「KING'S TOWN」にて先行発売。
2017年7月3日、大阪の老舗西洋料理店『自由軒』とのコラボレトルトカレー「千のカレー極」をET-KINGオフィシャルサイトにて発売。
2019年9月10日（火）〜11月中旬、ET-KINGと『ラーメンまこと屋』のコラボで、センコウが開発から関わったカレーラーメン「スパイシー咖喱ラーメン」を提供。
2020年10月23日、第7回カレーEXPO オフィシャルサポーター就任。
ヒューマンビートボックスをこなせる。
オートバイが好きで、愛車はCB750である。

## 出演

### Webドラマ
- FLOWER SHOP DIARY 第2話 お父さんの贈り物（2009年11月、レコチョク・music.jp・dwango.jp、ユニバーサルJFilm）